# Psycho Cafe
Psycho Cafe – drugi album studyjny polskiej grupy muzycznej Hefeystos. Wydawnictwo ukazało się w 1998 roku nakładem wytwórni muzycznej Wounded Love. Gościnnie na albumie zaśpiewał lider formacji Behemoth - Adam "Nergal" Darski.

## Lista utworów
Opracowano na podstawie materiału źródłowego.
1. "Love Is the Law" (sł. Krzysztof Azarewicz, muz. Hefeystos) - 05:00
2. "Our Lady of the Whores" (sł. Piotr Weltrowski, muz. Hefeystos) - 04:16
3. "Credo/3 Is the Key" (sł. Piotr Weltrowski, muz. Hefeystos) - 05:03
4. "Away" (sł. Piotr Weltrowski, muz. Hefeystos) - 04:13
5. "U Gonna Bleed 4 Me?" (sł. Piotr Weltrowski, muz. Hefeystos) - 03:56
6. "Everyone Is a Star" (sł. Aleister Crowley, muz. Hefeystos) - 03:32
7. "Rats" (sł. Piotr Weltrowski, muz. Hefeystos) - 03:58
8. "Adoration of the Earth" (sł. Piotr Weltrowski, muz. Hefeystos) - 06:27
9. "Thursday Evening" (sł. Piotr Weltrowski, muz. Hefeystos) - 04:13
10. "The Kingdom Is Mine" (sł. Piotr Weltrowski, muz. Hefeystos) - 07:29
11. "Psycho Cafe" (sł. Piotr Weltrowski, muz. Hefeystos) - 03:10

## Twórcy
Opracowano na podstawie materiału źródłowego.

- Krzysztof Czop - wokal prowadzący, wokal wspierający, gitara rytmiczna, gitara basowa
- Piotr Weltrowski - gitara rytmiczna, gitara prowadząca, gitara basowa, keyboard, wokal wspierający
- Krzysztof Twardosz - perkusja, instrumenty perkusyjne, gitara prowadząca, gitara basowa, wokal wspierający
- Alicja Szumska - wokal prowadzący, wokal wspierający
- Rafał Brauer - gitara basowa, gitara prowadząca, wokal wspierający
- Adam "Nergal" Darski - wokal wspierający
- Mirosław Adamowicz - inżynieria dźwięku, miksowanie
- Robert Graves - dizajn
- Joanna Zastróżna - okładka, zdjęcia